# Aux-Marais
Aux-Marais è un comune francese di 753 abitanti situato nel dipartimento dell'Oise della regione dell'Alta Francia.

## Società

### Evoluzione demografica
Abitanti censiti